# Вяткин, Александр Ильич
Александр Ильич Вяткин (1921—1990) — старший лейтенант Рабоче-крестьянской Красной Армии, участник Великой Отечественной войны, Герой Советского Союза (1945).

## Биография
Родился 21 сентября 1921 года в посёлке Ревда (ныне — Свердловская область) в рабочей семье. Окончил семь классов школы, затем школу фабрично-заводского ученичества. Работал слесарем механического цеха Средне-Уральского медеплавильного завода в Ревде.
В августе 1940 года Вяткин был призван на службу в Рабоче-крестьянскую Красную Армию. Первоначально служил в бронетанковых войсках у западной границы СССР. С первого дня Великой Отечественной войны — на её фронтах. Первоначально был танкистом, затем перешёл в артиллерию. Принимал участие в освобождении Белорусской и Литовской ССР. К июлю 1944 года сержант Александр Вяткин командовал орудием 242-го отдельного истребительно-противотанкового артиллерийского дивизиона 371-й стрелковой дивизии 5-й армии 3-го Белорусского фронта.
17 июля 1944 года Вяткин со своим расчётом одним из первых переправился через Неман к югу от Каунаса. В течение шести дней он отражал многочисленные вражеские контратаки, уничтожил 2 танка, 3 бронемашины, а также большое количество солдат и офицеров противника.
Указом Президиума Верховного Совета СССР от 24 марта 1945 года за «мужество и героизм, проявленные в борьбе с немецкими захватчиками» сержант Александр Вяткин был удостоен высокого звания Героя Советского Союза с вручением ордена Ленина и медали «Золотая Звезда» за номером 4729.
За время боевых действий Вяткин три раза был ранен. Конец войны он встретил в Кёнигсберге. После окончания войны он в звании старшего лейтенанта был уволен в запас.
Вернулся в Ревду, работал там начальником отдела управления Ревдинского метизно-металлургического завода. Умер 21 апреля 1990 года, похоронен на аллее Славы городского кладбища Ревды.
Был также награждён орденами Красного Знамени, Отечественной войны 1-й и 2-й степени, Красной Звезды, Славы 3-й степени, а также рядом медалей.